# Hendrik Anton Cornelis Fabius

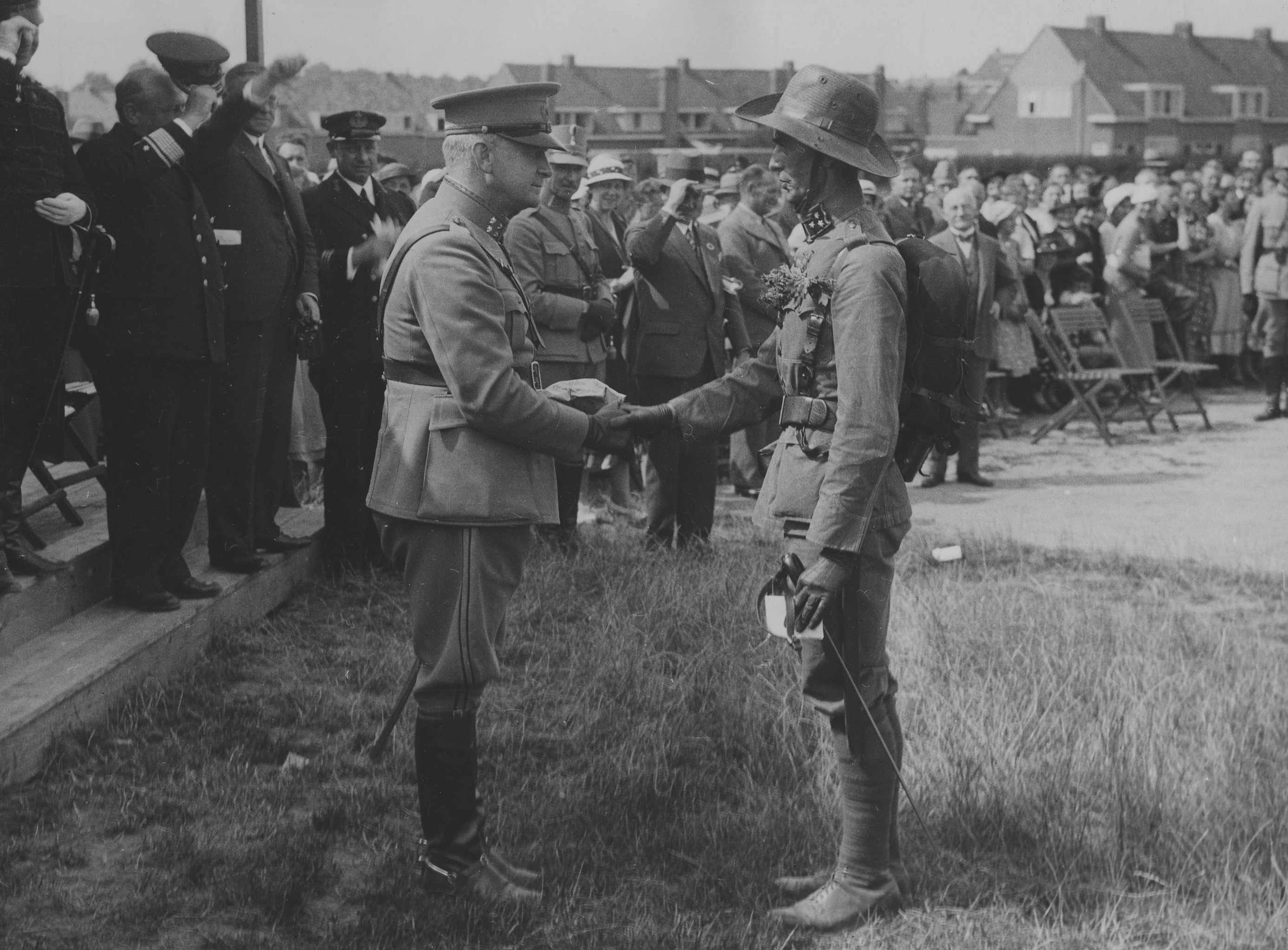
Generaal Fabius wenst kapitein L.A. van den Berge succes tijdens de Nijmeegse Vierdaagse van 1935.

Hendrik Anton Cornelis Fabius (Utrecht, 31 december 1878 – Baarn, 8 maart 1957) was een Nederlands militair.

## Opleiding
Fabius stamde uit het patricische geslacht Fabius en was de zoon van de officier Jan Fabius die het uiteindelijk tot luitenant-kolonel van de genie zou brengen. Net als zijn vader en andere leden van z'n familie zou hij een lange en succesvolle loopbaan bij het Nederlandse leger hebben. Na de cadettenschool in Alkmaar werd H.A.C. Fabius in 1896 toegelaten tot de Koninklijke Militaire Academie (KMA) in Breda waar hij zich specialiseerde in cavalerie hier te lande. Later is hij ook nog opgeleid aan de Hogere Krijgsschool in 's-Gravenhage.

## Militaire carrière
Vrijwel meteen nadat hij geslaagd was bij de KMA werd hij in juli 1899 benoemd bij het wapen der cavalerie en als tweede luitenant ingedeeld bij het 2e regiment Huzaren terwijl 4 jaar later promotie volgde tot eerste luitenant. In 1907 trouwde hij met jkvr. P.W.L. van den Brandeler met wie hij zes kinderen zou krijgen.
In september 1913 werd Fabius bij de Generale Staf gedetacheerd om militaire gegevens over de diverse Europese landen te verzamelen. Niet lang daarna werd de sectie III van de Generale Staf oftewel GS III gevormd waarvan Fabius het hoofd werd. Kort na het begin van de Eerste Wereldoorlog werd C.A. van Woelderen zijn plaatsvervanger. In februari 1915 werd Fabius gepromoveerd tot ritmeester (kapitein). Vanaf 1919 diende hij bij het eerste regiment huzaren terwijl Van Woelderen hem opvolgde bij GS III. Op 1 januari 1926 werd hij majoor van den Generale Staf en chef van de staf van de Lichte Brigade en daarnaast volgde hij in 1926 R.O. van Manen op als commandant van het remontedepot in Nieuw-Milligen. Op 1 januari 1928 werd Fabius bevorderd tot luitenant-kolonel. In 1930 keerde hij terug naar het eerste regiment huzaren te Amersfoort waar hij J.G. Pabst opvolgde als commandant. Eind januari 1931 volgde Fabius generaal-majoor A. van Mens op als inspecteur van cavalerie en commandant van de Lichte Brigade waarbij hij bevorderd werd tot kolonel. Twee jaar later volgde bevordering tot generaal-majoor en in 1936, het jaar waarin hij met pensioen ging en werd opgevolgd door H.F.M. van Voorst tot Voorst, volgde uiteindelijk bevordering tot luitenant-generaal.
Na zijn pensionering aanvaardde hij de functie van hoofd van de Baarnse luchtbescherming. In december 1939 keerde hij echter terug als hoofd van GS III nadat er een vacature was ontstaan door het vertrek van J.W. van Oorschot als gevolg van het Venlo-incident. Fabius zou in deze functie blijven tot de Nederlandse capitulatie in mei 1940. De Nederlandse militair attaché in Berlijn, majoor G.J. Sas, had op de avond van 9 mei het bericht verstuurd over de aanstaande aanval op Nederland met de tekst: "Morgen bij het aanbreken van de dag, je begrijpt me wel." Omdat er al eerder data waren genoemd waarop Nederland zou worden binnengevallen waarop uiteindelijk niets gebeurde, werd ook dit bericht door onder andere Fabius niet serieus genomen.
In 1957 overleed hij op 78-jarige leeftijd.